# Naum Melo
Naum Melo (* 1957 in Binebil) ist ein aramäischer Schriftsteller aus der Türkei.

## Leben
Melo stammt aus einer aramäischen Familie aus Binebil/Mardin. Sein Vater war Bürgermeister von Binebil und Melo sollte in seine Fußstapfen treten. Als Angehöriger der aramäischen Minderheit in der Türkei floh er 1976 nach Österreich, wo er bis 1981 autodidaktisch die deutsche Sprache erlernte.
Im Europaverlag erschien seine Autobiographie Staub&Rauch, 1988 wurde seine Erzählung In Diyarbakir in einem Sammelband mit Nazım Hikmet, Aziz Nesin, Yaşar Kemal, Orhan Veli unter dem Titel Türkische Erzählungen im dtv veröffentlicht. Im Herbst 1996  wurde sein Roman Ameisen unter den Füßen im Verlag Der Apfel in Wien herausgebracht. Ein Jahr später erschien der Gedichtband Namenlos im Verlag Edition Vabene in Wien. Zusätzlich war Naum Melo Sprecher des 1.-Mai-Komitees und hielt Reden über Mesopotamien und sein Volk, etwa am 1. Mai 1998 am Helvetiaplatz in Wien mit Agire Jiyan. Naum Melo lebt in Istanbul.

## Werke
- In Diyarbakir, 1988
- Ameisen unter den Füßen, 1996
- Namenlos, 1997

| Personendaten    | Personendaten             |
| ---------------- | ------------------------- |
| NAME             | Melo, Naum                |
| KURZBESCHREIBUNG | türkischer Schriftsteller |
| GEBURTSDATUM     | 1957                      |
| GEBURTSORT       | Binebil                   |